# Kalpana Chawla
Kalpana Chawla (født 17. marts 1962, død 1. februar 2003) var en amerikansk / indisk forsker og astronaut og den første astronaut af indisk herkomst. Hendes første rumfærd var ombord rumfærgen Columbia som missions specialist og robot arms operatør. 
Hendes anden og sidste rumfærd var den tragiske mission STS-107 (også kaldet Columbia-ulykken), som endte med at rumfærgen Columbia disintegrerede ved genindtrædelsen i jordens atmosfære, hvorved hun og de syv andre astronauter om bord omkom.